# جورج إي. هنت
جورج إي. هنت (22 يناير 1896 في المملكة المتحدة - 22 يناير 1959 ببرستل في المملكة المتحدة) (بالإنجليزية: George E. Hunt)‏ هو لاعب كريكت بريطاني وبريطاني (وحمل سابقاً جنسية المملكة المتحدة لبريطانيا العظمى وأيرلندا). لعب مع نادي مقاطعة سومرست للكريكت ‏.